# Lütmarsen
Lütmarsen ist eine Ortschaft in Nordrhein-Westfalen und gehört zur Stadt Höxter.

## Geografie
Lütmarsen mit seinen 966 Einwohnern liegt etwa 3 km westlich von Höxter.
Die Grube und der Bollerbach fließen durch den Ort.

## Geschichte
Lütmarsen gehörte bis 1803 zum Stift Corvey und anschließend bis 1807 zum Fürstentum Corvey. Von 1807 bis 1813 bildete der Ort eine Gemeinde im Kanton Albaxen des Departements der Fulda im Königreich Westphalen und fiel dann an Preußen. 1816 kam die Gemeinde zum neuen Kreis Höxter, in dem sie zum Amt Höxter-Albaxen gehörte, aus dem im 20. Jahrhundert das Amt Höxter-Land wurde. Am 1. Januar 1970 wurde Lütmarsen durch das Gesetz zur Neugliederung des Kreises Höxter in die Kreisstadt Höxter eingegliedert.

### Einwohnerentwicklung
| Jahr       | Einwohner | Quellen |
| ---------- | --------- | ------- |
| 1821       | 289       | [ 3 ]   |
| 1843       | 324       | [ 4 ]   |
| 1864       | 345       | [ 5 ]   |
| 1871       | 365       | [ 6 ]   |
| 1885       | 445       | [ 7 ]   |
| 1895       | 425       | [ 8 ]   |
| 01.12.1910 | 431       | [ 9 ]   |
| 1925       | 471       | [ 10 ]  |
| 1933       | 452       | [ 10 ]  |
| 1939       | 497       | [ 10 ]  |
| 1946       | 655       | [ 11 ]  |
| 06.06.1961 | 654       | [ 12 ]  |
| 31.12.1967 | 703       |         |
| 31.12.1969 | 742       | [ 13 ]  |
| 23.06.1998 | 889       | [ 14 ]  |
| 31.12.2002 | 999       |         |
| 31.12.2003 | 994       | [ 14 ]  |
| 31.12.2005 | 1012      | [ 14 ]  |
| 31.12.2006 | 1001      | [ 14 ]  |
| 31.12.2007 | 1013      | [ 14 ]  |
| 31.12.2008 | 1004      | [ 14 ]  |
| 31.12.2011 | 987       | [ 14 ]  |
| 30.06.2012 | 961       | [ 14 ]  |
| 31.12.2013 | 1011      |         |
| 31.12.2015 | 1021      |         |
| 31.12.2016 | 1029      | [ 15 ]  |
| 31.12.2017 | 975       | [ 1 ]   |
| 31.12.2020 | 966       | [ 1 ]   |

## Bildung und Kultur

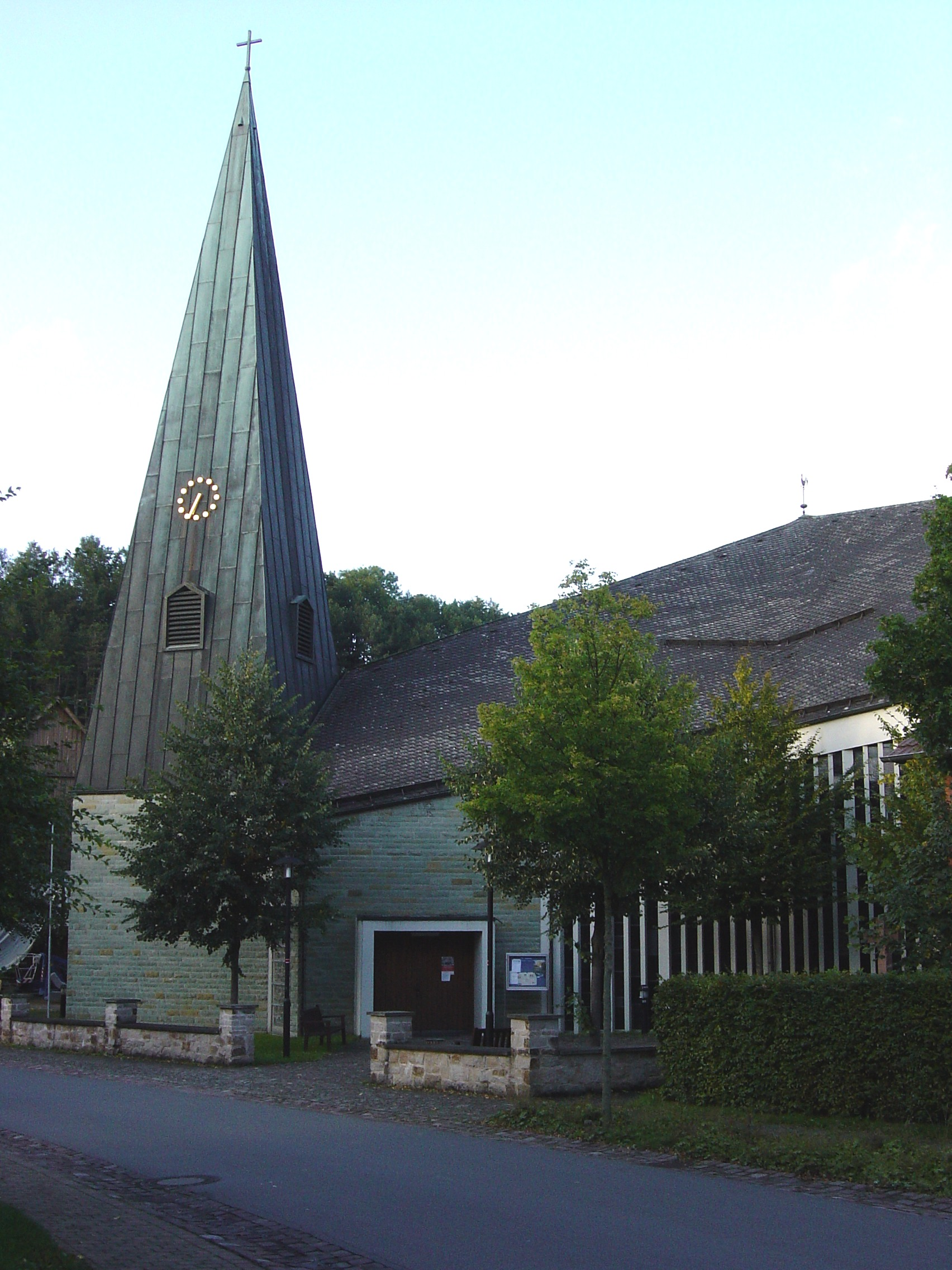
Katholische Kirche St. Marien Lütmarsen

In Lütmarsen befand sich eine Förderschule mit dem Förderschwerpunkt Lernen und Schule für Kranke. Diese wurde im Sommer 2015 aufgrund zu geringer Schülerzahlen geschlossen. Dort befindet sich nun eine Asylunterkunft.
Im Zentrum des Ortes befindet sich die katholische Kirche St. Marien. Die vorherige, im Jahre 1897 erbaute Kirche wurde 1967 abgerissen und durch das heutige Gebäude ersetzt.

## Verkehr
Die Landesstraße 755, als Nebenstrecke zwischen Paderborn und Höxter, führt durch den Ort.
Der Europaradweg R1 führt ebenfalls in West-Ost-Richtung durch den Ort.